# Диборид тримеди
Диборид тримеди — бинарное неорганическое соединение
меди и бора с формулой Cu3B2,
жёлтые кристаллы.

## Физические свойства
Диборид тримеди образует жёлтые кристаллы.
В литературе

указывается, что бор и медь образуют твёрдые растворы состава CuB23-28 упорядоченной структуры
тригональной сингонии,
пространственная группа R 3m,
параметры ячейки a = 1,098 нм, c = 2,39 нм.